# Slieve Glah
Slieve Glah är ett berg i republiken Irland.   Det ligger i grevskapet An Cabhán och provinsen Ulster, i den norra delen av landet, 100 km nordväst om huvudstaden Dublin. Toppen på Slieve Glah är 321 meter över havet.
Terrängen runt Slieve Glah är huvudsakligen platt. Slieve Glah är den högsta punkten i trakten. Runt Slieve Glah är det ganska glesbefolkat, med 27 invånare per kvadratkilometer. Närmaste större samhälle är Cavan, 5,9 km nordväst om Slieve Glah. Trakten runt Slieve Glah består i huvudsak av gräsmarker.